# Giovanni Punto
Giovanni Punto, nato Jan Václav Stich, noto anche in tedesco come Johann Wenzel Stich (Žehušice, 28 settembre 1746 – Praga, 16 febbraio 1803), è stato un cornista e compositore ceco.
Fu una celebrità internazionale durante il XVIII e gli inizi del XIX secolo, conosciuto soprattutto a Londra, Parigi e nella Germania dell'epoca. Oggi è ampiamente considerato uno dei più importanti suonatori di corno (in particolare di corno basso) della storia.

## Biografia
Punto nacque a Žehušice in Boemia. Suo padre era un servitore presso la tenuta del Conte Johann von Thun, il quale fu suo insegnante di canto, violino e infine corno. Successivamente il conte mandò Giovanni a studiare ulteriormente corno sotto la guida di Joseph Matiegka a Praga, con Jan Schindelarz a Monaco e infine con Anton Joseph Hampel a Dresda (dal 1763 al 1764).
Indi Stich tornò al servizio del Conte, dove rimase per quattro anni, guadagnando la reputazione di combina guai. All'età di vent'anni decise di fuggir via con quattro suoi amici e il Conte, che aveva investito molto sul suo prodigo, inviò i propri soldati con l'ordine di rompere i denti frontali di Stich in modo che così non potesse più suonare il corno. Fortunatamente essi fallirono nell'impresa e Stich riuscì a fuggire in Italia.
Arrivato in Italia, Stich cambiò nome in Giovanni Punto (più o meno italianizzando il proprio nome e cognome) e in seguito lavorò nell'orchestra del Principe di Hechingen. Da qui si mosse verso Magonza, dove fu attivo presso l'orchestra di corte, posizione che però lasciò pochi anni più tardi, quando venne rifiutata la sua richiesta per diventare Konzermeister. Iniziò dunque a viaggiare attraverso l'Europa e ad esibirsi come solista.
Punto fu particolarmente popolare a Parigi, tant'è che suonò ben 49 volte tra il 1776 e il 1788, ma il suo uso dello stoppato fu criticato da più di qualcuno a Londra, dovuto probabilmente alla novità delle tecnica. Tuttavia nel 1777 egli fu invitato ad impartire lezioni ai cornisti dell'orchestra privata di Giorgio III.
Punto cercò vigorosamente una posizione stabile che gli permettesse di dirigere e allo stesso tempo di comporre e suonare; nel 1781 entrò immediatamente al servizio del Principe Vescovo di Würzburg, da dove egli si mosse per diventar Konzermeister (con una pensione) del Conte d'Artois (futuro re Carlo X di Francia) a Parigi. Il suo successo fu tale che nel 1787 egli poté assicurarsi un periodo d'assenza e intraprendere un viaggio in Renania su una barca di sua proprietà.
Tornato a Parigi nel 1789 Punto fu posto alla direzione del Théâtre des Variétés-Amusantes, dove rimase per dieci anni; lasciò la capitale francese nel 1799, solo dopo che non venne nominato membro fondatore del Conservatoire de Paris. Si recò prima a Monaco e poi a Vienna, dove egli incontrò Beethoven, il quale compose per loro due la Sonata per pianoforte e corno Op. 17; la suonarono pubblicamente insieme per la prima volta il 18 aprile 1800 al Burgtheater e tale composizione fu eseguita altre due volte a Pest, in Ungheria, dove venne criticamente commentata: 
Nel 1801, dopo trentatré anni trascorsi in giro l'Europa, Punto torno nella sua terra natale, dove il 18 maggio tenne un gran concerto al Teatro Nazionale di Praga.
Nel 1802, dopo un breve soggiorno a Parigi, Punto sviluppò la pleurite, malattia comune per i suonatori di strumenti a fiato. Morì cinque mesi dopo, il 13 febbraio 1803, e in suo onore fu celebrato un solenne funerale nella Chiesa di San Nicola.

## Considerazioni sull'artista
Punto era un suonatore di corno basso, così come lo erano diversi importanti solisti della sua epoca: egli usava un corno d'argento costruito nel 1778 da Lucien-Joseph Raoux di Parigi e acclamato dalla critica come un virtuoso di prim'ordine, forse il più grande cornista di tutti i tempi. Le sue numerose composizioni per corno, in gran parte scritte per proprio uso personale, mostrano che egli era un maestro nell'eseguire veloci arpeggi e passaggi.
Tra i suoi studenti si ricordano Jean Lebrun, Heinrich Domnich e Pierre Joseph Pieltain.

## Composizioni

### Composizioni per corno
- 16 concerti per corno e orchestra (1780-1806)
- Concerto per 2 corni e orchestra
- Sestetto per corno, clarinetto, fagotto, violini, viola e basso, op.34 (1802)
- 3 quintetti per corno, flauto/oboe, violino, viola e basso (1799 ca.; scritti in collaborazione con Antonio Rosetti e Federigo Fiorillo)
- 21 quartetti per (corno, violino, viola e basso) e (corno, violino, fagotto e violoncello), opp. 1–3, 18 (1785-96)
- 12 Piccoli Trii per 3 corni (1793)
- 35 trii per 3 corni (1800-1)
- 20 duo concertanti per 2 corni (1793)
- 24 Piccoli Dui per 2 corni (1793)
- 32 duo per 2 corni (1800)
- 3 duo per corno e fagotto (1802)
- 24 Nuovi Dui per 2 corni (dopo il 1802)
- 3 duo per corno e clarinetto

### Altre composizioni strumentali
- Concerto per clarinetto e orchestra
- 3 Quartors favoris per flauto, violino, viola e basso (1796)
- 6 trii per flauto/violino, violino e basso
- 6 dui per 2 violini, op.5 (1782 ca.)
- Hymne à la liberté (1794)
- Descends du haux des cieux: hymne à la liberté

### Scritti
- Seule et vraie méthode pour apprendre facilement les élémens des premier et second cors … composée par Hampl et perfectionnée par Punto son élève (1794)
- Étude ou exercice journaliere, ouvrage périodique pour le cor (1795)